# Cantone di Fontaine-le-Dun
Il Cantone di Fontaine-le-Dun era una divisione amministrativa dell'arrondissement di Dieppe.
È stato soppresso a seguito della riforma complessiva dei cantoni del 2014, che è entrata in vigore con le elezioni dipartimentali del 2015.
Comprendeva i comuni di
- Angiens
- Anglesqueville-la-Bras-Long
- Autigny
- Bourville
- Brametot
- La Chapelle-sur-Dun
- Crasville-la-Rocquefort
- Ermenouville
- Fontaine-le-Dun
- La Gaillarde
- Héberville
- Houdetot
- Saint-Aubin-sur-Mer
- Saint-Pierre-le-Vieux
- Saint-Pierre-le-Viger
- Sotteville-sur-Mer